# Thạch Đài (xã)
Thạch Đài là một xã thuộc thành phố Hà Tĩnh, tỉnh Hà Tĩnh, Việt Nam.
Xã Thạch Đài có diện tích 10.76 km², dân số năm 1999 là 5689 người, mật độ dân số đạt 528 người/km².

## Vị trí địa lý
- Phía Bắc giáp phường Thạch Linh, Thành phố Hà Tĩnh
- Phía Đông giáp xã Thạch Tân
- Phía Nam giáp xã Thạch Xuân
- Phía Tây giáp xã Thạch Lưu.

## Lịch sử
- Trước xã Thạch Đài và Thạch Xuân là một gọi là Xuân Đài
- Khi nước nhà giành được độc lập, xã Nhật Tân (bao gồm Đông Lộ và vùng Đài Tiết) sáp nhập thêm Xuân Đài thành Linh Đài.
- Năm 1954, Linh Đài được chia thành ba xã là Thạch Linh, Thạch Xuân và Thạch Đài. Riêng xã Thạch Linh năm 1991 đã nhập vào thị xã Hà Tĩnh, sau trở thành phường Thạch Linh của Thành phố Hà Tĩnh.

Ngày 14 tháng 11 năm 2024, Ủy ban Thường vụ Quốc hội ban hành Nghị quyết số 1283/NQ-UBTVQH15 về việc sắp xếp các đơn vị hành chính cấp xã thuộc tỉnh Hà Tĩnh giai đoạn 2023–2025 (nghị quyết có hiệu lực từ ngày 1 tháng 1 năm 2020). Theo đó, xã Thạch Đài sáp nhập vào thành phố Hà Tĩnh.

## Hành chính
Có thôn Đông Đài và Tây Đài.
- Đông Đài: các xóm từ 1-9
- Tây Đài: các xóm từ 1-11